# Gunna Breuning-Storm
Gunna Breuning-Storm, född den 25 januari 1891 i Köpenhamn, död den 24 april 1966, var en dansk violinist.
Breuning-Storm var elev till Anton Svendsen och Henri Marteau. Hon debuterade 1907, och väckte genast uppseende genom sin eminenta violinkonst. Hennes kammarmusikensemble, Breuning-Bache-kvartetten, var verksam mellan 1919 och 1956, och åtnjöt högt anseende. Breuning-Storm företog med stor framgång turnéer i Skandinavien, Tyskland och England. 1918–1923 var hon lärarinna vid Det Kongelige Danske Musikkonservatorium i Köpenhamn och var från 1926 medlem av Det Kongelige Kapel.
Breuning-Storm blev kunglig hovviolinist 1918, och tilldelades Tagea Brandts rejselegat for kvinder 1931. År 1935 mottog hon medaljen Ingenio et arti.